# エドヴァルド・ハネル
エドヴァルド・ハネル（Edvard Hanell, 1894年5月1日 – 1947年4月8日）は、フィンランドの軍人。中将。
フィンランド軍の創設に参加。1920年、第1師団参謀長。1924年～1926年、軍事アカデミーの教官。1926年～1933年、ニランド連隊長。1933年～1939年、軍事アカデミー校長。
冬戦争時、「ハネル」群（1939年）、要塞部隊（1939年～1940年、1940年、1940年～1941年）を指揮。1940年3月、ハネルの指揮下に「ハミナ」群が創設され、ヴィープリ～ヘルシンキの防衛で重要な役割を果たした。1940年、短期間参謀総長を務める。
独ソ戦勃発後、1941年～1942年、参謀総長代行。1941年～1944年、要塞部隊・要塞業務司令官に再任され、要塞線守備隊の整備と要塞の建設に従事した。